# Cases d'Eufèmia
Cases d'Eufèmia (en castellà i oficialment, Casas de Eufemia) és una pedania del municipi valencià de Requena, a la comarca de la Plana d'Utiel-Requena. El 2015 tenia 124 habitants. Com al conjunt comarcal, l'activitat econòmica se centre en el cultiu de la vinya, protagonitzada per la bodega cooperativa formada per uns 175 socis.
Està situada a l'altiplà de Requena, al marge esquerre del barranc de los Duques, tributari de la rambla Alcantarilla. Al sud trobem la pedania de los Duques. S'arriba des de Requena per la carretera N-322 desviant-se per la comarcal CV-461.
Segons apunta Juan Piqueras en la seva obra Geografia de Requena-Utiel, el poble va arribar a la categoria de pedania tardanament. «En 1870 contava solament amb onze cases i mig centenar d'habitants. El seu ràpid creixement urbà i demogràfic en anys posteriors es va produir, com en el cas de los Duques, gràcies al trasllat massiu d'habitants d'altres caserius dels voltants.» Darrerament s'ha recuperat demogràficament.

## Festes
- Corpus Christi se celebra a les darreries del mes de maig.
- Puríssima Concepció se celebra en desembre.